# Греческая артиллерия в Первой мировой войне

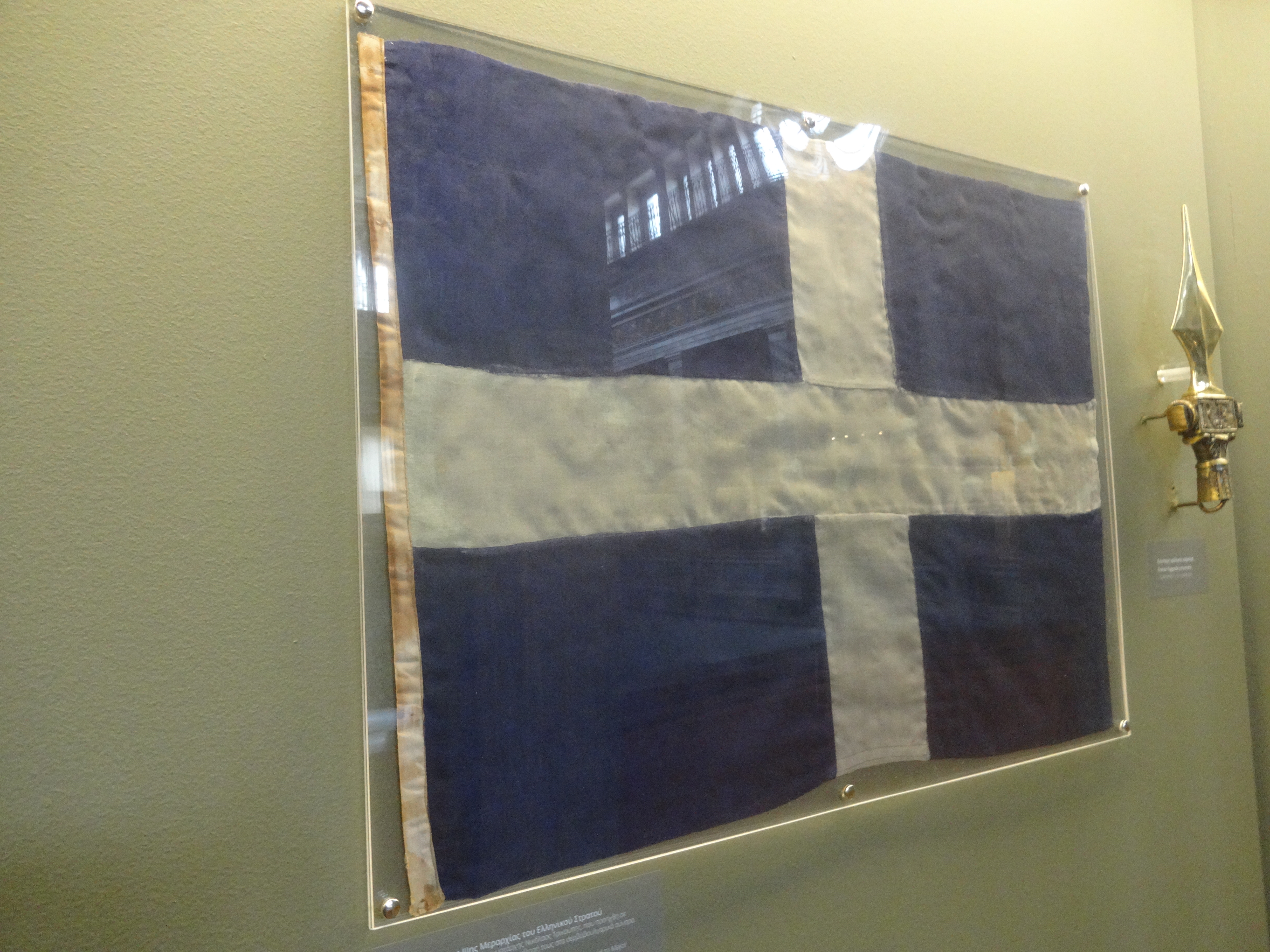
Флаг III греческой дивизии на Салоникском фронте, Национальный исторический музей, Афины

Артиллерия Греческого королевства, как и вся греческая армия, в силу Национального раскола и первоначального нейтралитета Греции, приняла участие в Первой мировой войне на завершающем её этапе. Однако её вклад, наряду с вкладом пехотных греческих дивизий, был заметным и существенным для победы союзников на Македонском фронте.

## Греция перед вступлением в Первую мировую войну
После победоносных для греческого оружия Балканских войн 1912—1913 годов, последовал кратковременный период мира, который был использован для реорганизации страны вдвое увеличившей свою территорию.
В 1913 году была установлена временная организация армии, которая не успела стать постоянной, поскольку в ноябре 1915 года была объявлена мобилизация, в ответ на мобилизацию объявленную Болгарией, вступившей в войну на стороне Центральных держав.
Греция вступила в Первую мировую войну с опозданием, в силу конфронтации короля Константина и премьер-министра Э. Венизелоса. Попытка немецкой и австрийской дипломатии вовлечь Грецию в войну на стороне Центральных держав не увенчалась успехом — Венизелос ответил, что соблюдает союзные соглашения подписанные с Сербией с периода Балканских войн. Ответ Венизелоса на замечание германо-австрийцев что союзнические соглашения можно и нарушить остался в коллективной памяти сербского народа: «Греция слишком маленькая страна, чтобы совершить столь великое бесчестие»:308.
Король Константин, чья жена была сестрой кайзера Вильгельма был уверен в победе Центральных держав и настаивал что Греция должна придерживаться нейтралитета. Его решение не поколебали ни обещания Антанты на территориальные приобретения в Северном Эпире, ни обещания Британии передать Греции остров Кипр. Но нейтралитет не помешал Венизелосу содействовать эвакуации разбитой сербской армии на греческой остров Корфу и разрешить высадку войск Антанты в Салониках для организации Македонского фронта, куда затем и были переброшены сербские дивизии.
Сдача сторонниками Константина фортов Рупеля на греко-болгарской границе германо-болгарам, что открыло последним дорогу в Восточную Македонию, была расценена сторонниками Венизелоса национальным предательством и привела к Национальному расколу и образованию в Салониках правительства Национальной обороны. Греция оказалась расколотой на два государства. Правительство Национальной обороны начало формирование добровольческих дивизий для участия в войне на стороне Антанты на Македонском фронте, а затем провела мобилизацию на подконтрольных ему территориях.

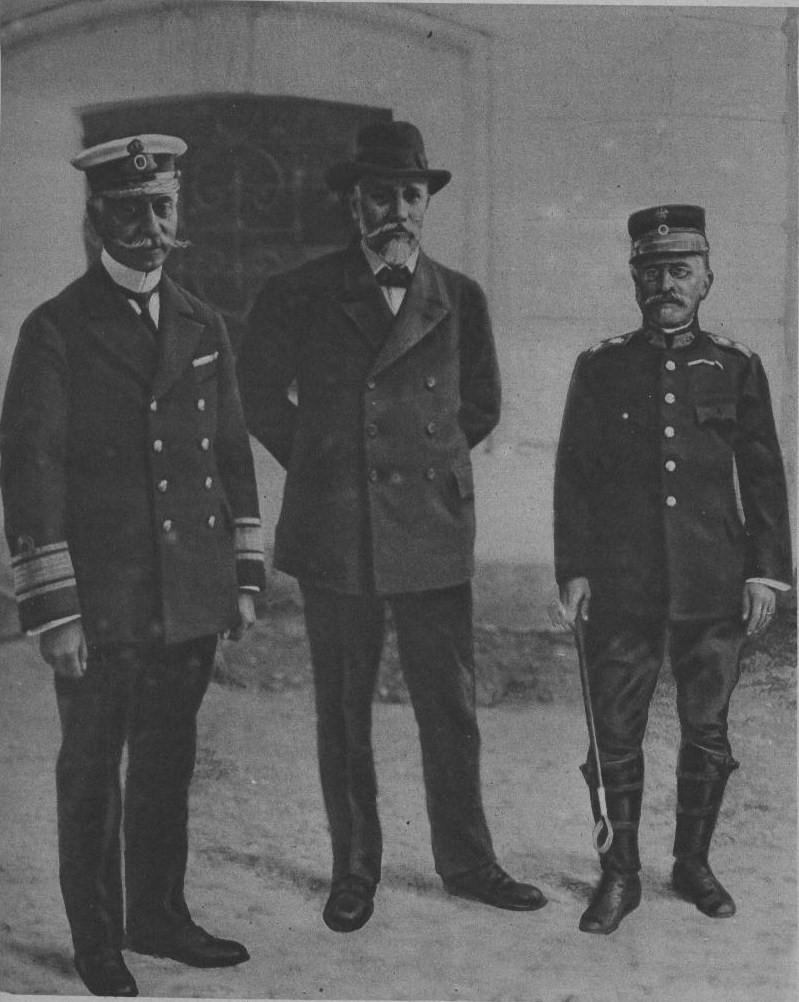
Триумвират Национальной обороны, слева направо адмирал П. Кундуриотис, премьер-министр Э. Венизелос, генерал артиллерии П. Данглис. Ноябрь 1916 года

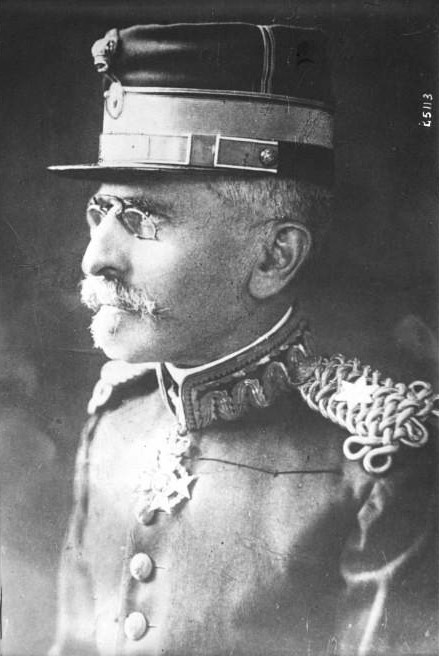
Панайотис Данглис в 1918 году, в звании генерала и будучи главнокомандующим греческой армии в Первую мировую войну

Наряду с Э. Венизелосом и адмиралом П. Кундуриотисом, членом триумвирата Национальной обороны был соавтор 75-мм горного орудия Шнайдера-Данглиса, генерал артиллерии Панайотис Данглис, ставший командующим добровольческой Армии Национальной обороны.

## Вступление Греции в войну
С сентября 1916 года правительство Национальной обороны в Салониках усилило силы Антанты на Македонском фронте первоначально греческой Дивизией Серр, которая вступила в бои в секторе реки Аксиос и 14 мая 1917 года приняла участие в сражении при Равине. В мае ещё две греческие дивизии (Архипелага и Крита) вступили в бои на Македонском фронте.
Летом 1917 года, после низложения короля Константина, переезда правительства Национальной обороны в Афины и официального объявления Грецией войны против Центральных держав, три (добровольческие) дивизии были усилены ещё 7 дивизиями за счёт мобилизации. Участие 10 греческих дивизий в боях оказало решительное влияния на ход войны на Македонском фронте, изменив баланс сил в пользу союзников, и внесли решительный вклад на исход войны на этом фронте.
27 мая 1918 года Дивизия Архипелага, которая была включена в 1-ю группу дивизий, развила наступление на германо-болгарский фронт южнее отрогов Джены, поддерживаемая с флангов дивизиями Крита и Серр. Эта атака, ставшая известной как атака на Скра-ди-Леген, по имени одноимённой высоты, увенчалась полным успехом, доказала боеспособность греческих дивизий и утвердила доверие союзного командования к греческой армии.

## Участие греческой артиллерии в Первой мировой войне

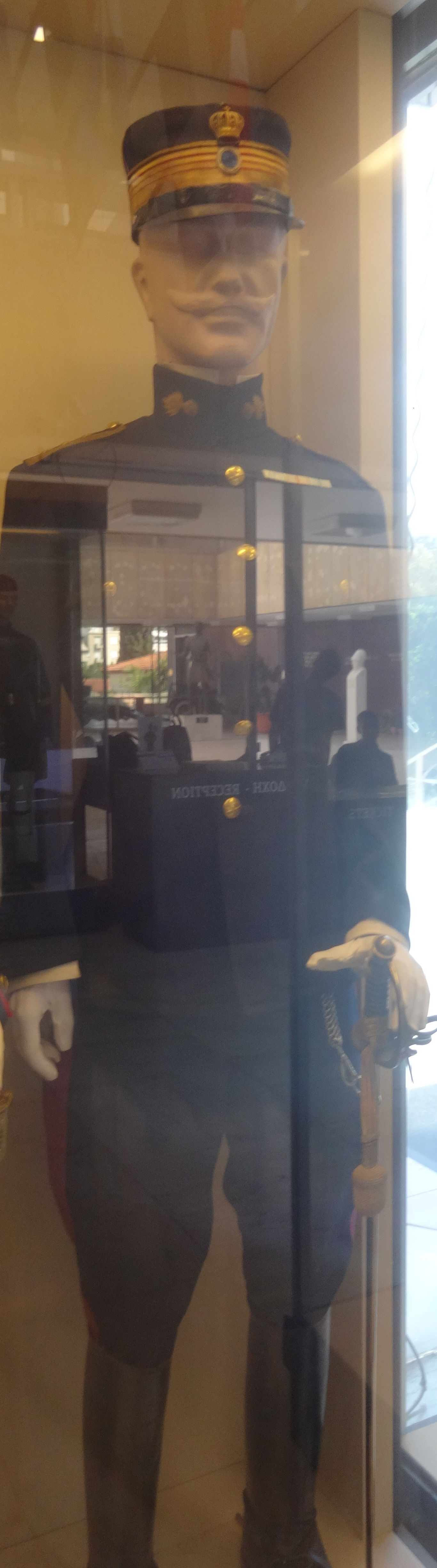
Мундир полковника греческой артиллерии в 1915 году, Военный музей, Афины

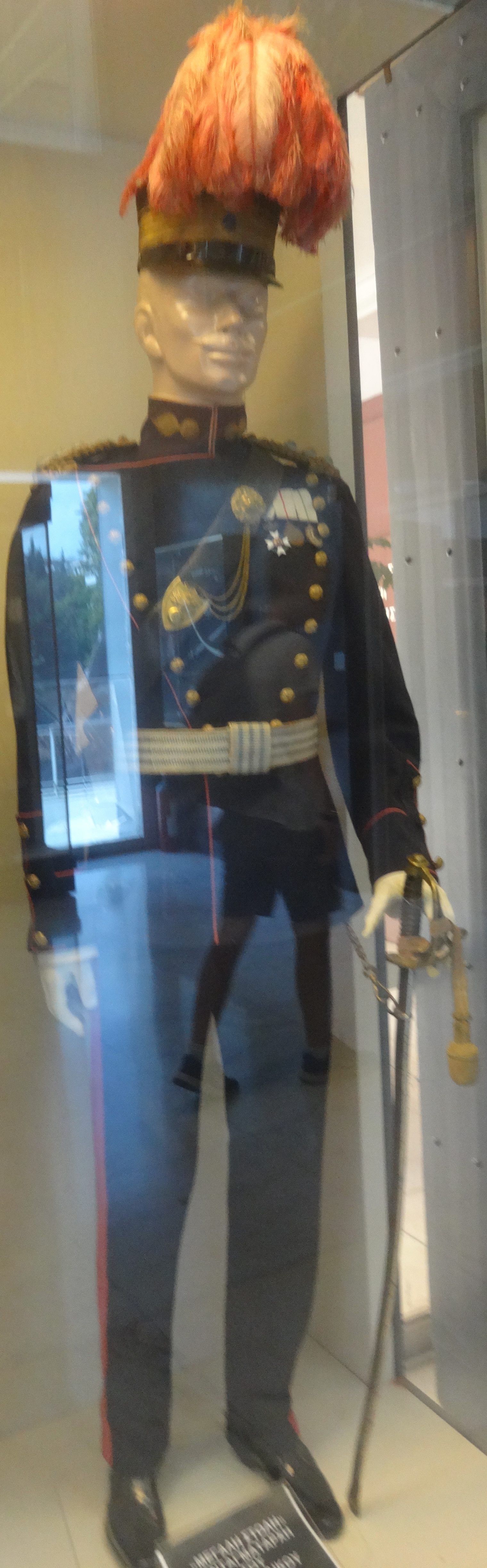
Парадный мундир полковника греческой артиллерии в 1915 году, Военный музей, Афины

В том что касается артиллерии, до начала Первой мировой войны, в силе оставалась временная организация ноября 1913 года. В феврале 1914 года было определено личное оружие артиллеристов: для сержантов и капралов полевой и конной артиллерии — сабля и револьвер, для капралов горной и гарнизонной артиллерии — карабин и штык.
После 1917 года артиллерия каждой дивизии увеличилась на 2 дивизиона горной артиллерии и было сформировано соединение тяжёлой артиллерии. Был сформирован транспортный корпус, куда были переведены офицеры из упразднённого материально-технического корпуса артиллерии.
Греческая артиллерия в период 1917—1918 годов состояла из :
- 3 полков полевой артиллерии при каждом корпусе армии с орудиями 75 мм Шнайдера — Канэ (Канэ, Густав) и Шкода,
- 1 полка тяжёлой артиллерии в составе Армии, с орудиями 120 мм Де Банжа дальностью стрельбы в 11 000 метров,
- 1 полк гаубиц 155 мм в составе Армии,
- 20 дивизионов горной артиллерии которые были предоставлены по две (2) каждой дивизии с орудиями 65 мм Шнайдера или 75 мм Шнайдера — Данглиса или Крупа (из трофеев Балканских войн).

### Артиллерия Армии правительства Национальной обороны

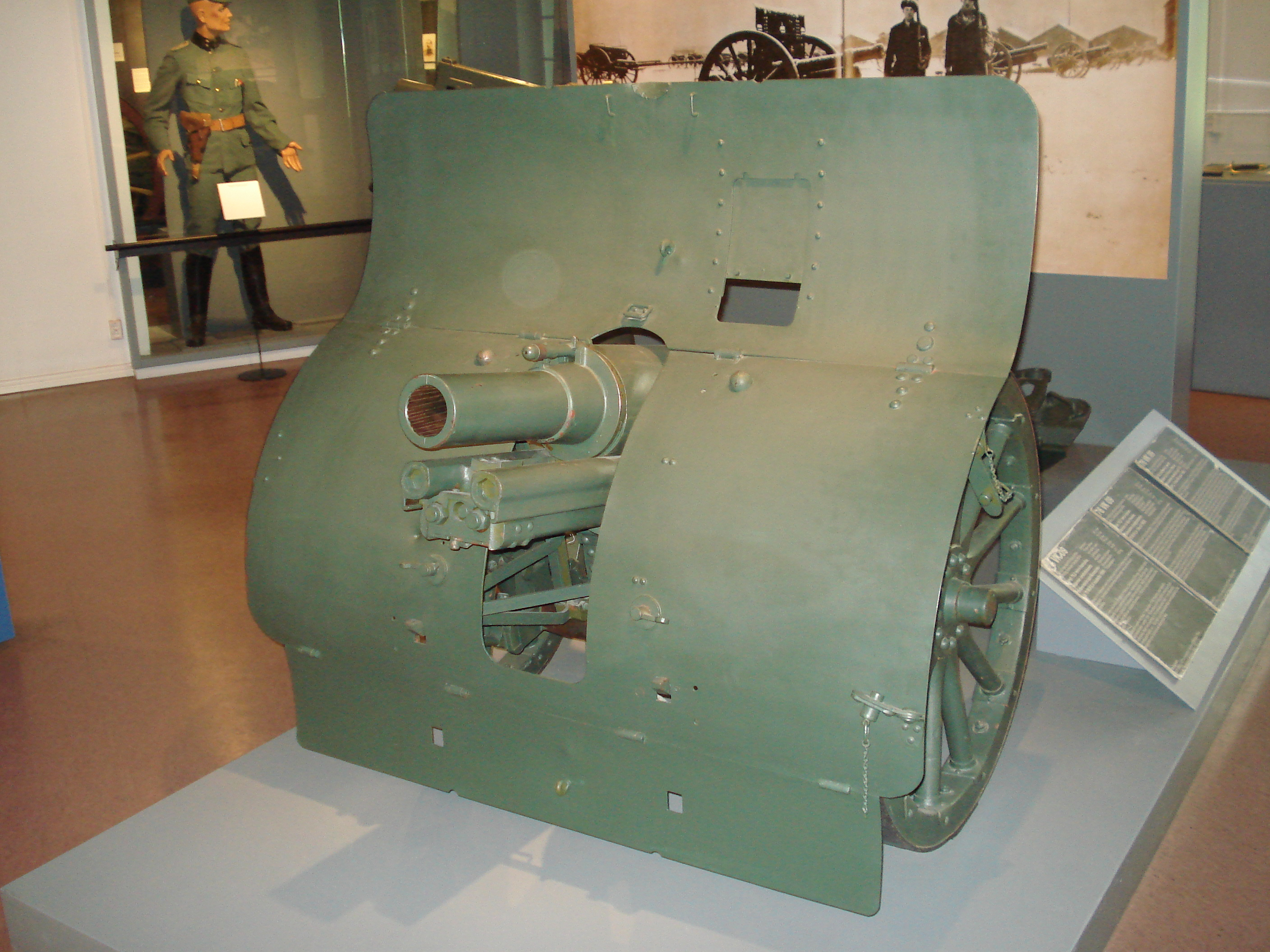
Горное орудие 76 мм Schneider-модификация полковника П.Данглиса 1906 года, дальность стрельбы 8400 м

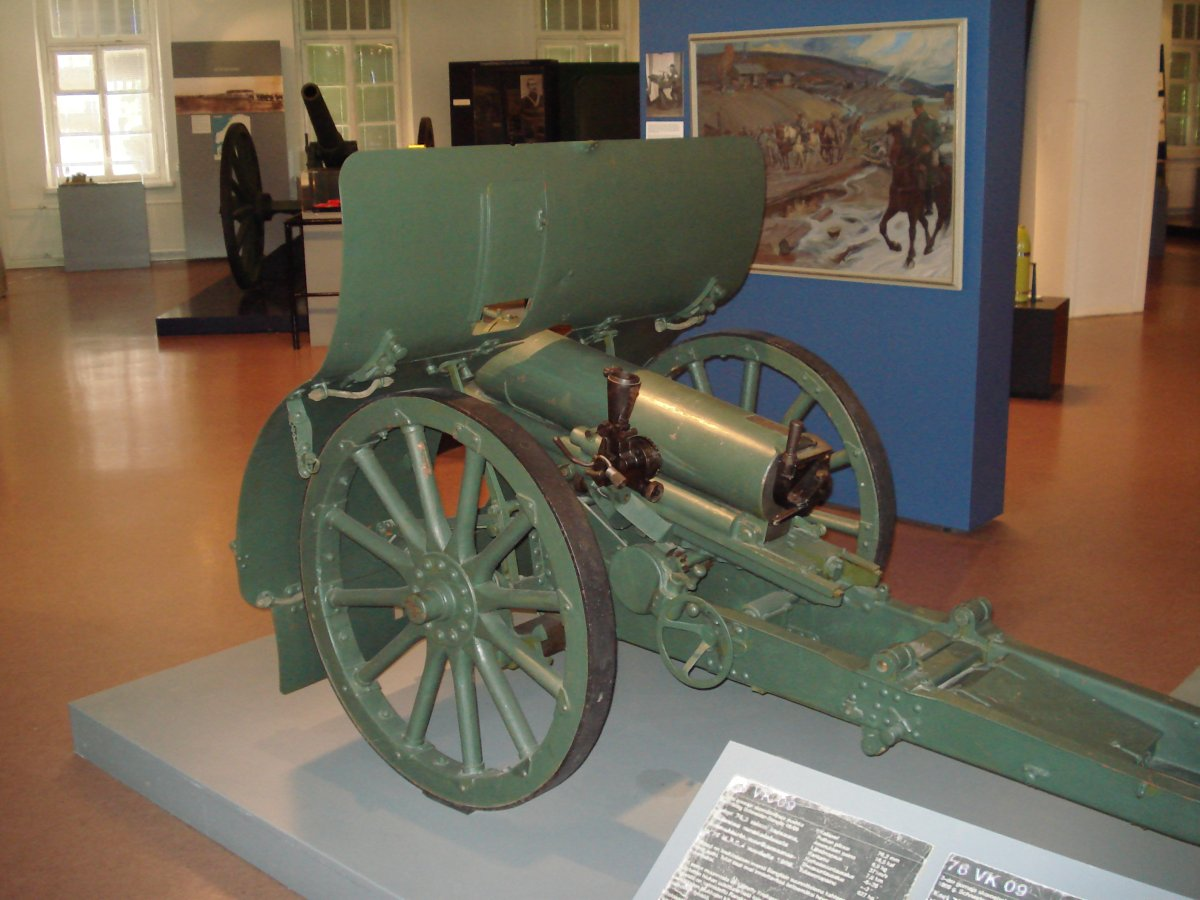
Горное орудие 76 мм Schneider-модификация полковника П.Данглиса 1906 года

Первоначальный состав греческой Армии (корпуса) правительства Национальной обороны, организованной поэтапно с сентября 1916 по апрель 1917 года и который стал первым греческим формированием воевавшем на стороне союзников, включал в себя 3 пехотные дивизии. Эти 3 дивизии именовались Дивизии Серр, Архипелага и Крита. Каждая из этих дивизий располагала 2 дивизионами горной артиллерии с орудиями Шнайдера-Данглиса 75 мм (Дивизия Серр дивизионами Σ1 и Σ2, Дивизия Архипелага дивизионами Αρ1 и Αρ2 и Дивизия Крита дивизионами Κ1 и Κ2, что соответствовало начальным буквам наименования дивизий).
Кроме дивизионов находившихся под непосредственным контролем дивизий, в распоряжении корпуса Армии Национальной обороны находился 1 полк полевой артиллерии насчитывавший в общей сложности 9 батарей орудий Шнайдера-Канэ 75 мм и организованных в 3 дивизиона полевой артиллерии.
Поэтапно, с декабря 1917 года, началась мобилизация корпусов армии Α΄ и Β΄, которые состояли из Ι, ΙΙ, ΧΙΙI и ΙΙΙ, IV, XΙV пехотных дивизий соответственно.
Артиллерия в непосредственном подчинении Α΄ корпуса армии состояла из Α΄ полка полевой артиллерии, насчитывавшего 9 батарей орудий Шнайдера-Канэ 75 мм, организованных в 3 дивизиона (Ι, ΙΙ и ΙΙΙ). Кроме этого, каждая дивизия Α΄ корпуса армии (Ι, ΙΙ и ΧΙΙΙ пехотные дивизии) располагала 2 дивизионами с орудиями Шнайдера-Данглиса 75 мм (в общей сложности 6 дивизионов — Ια-Ιβ-ΙΙα-ΙΙβ-ΧΙΙΙα и ΧΙΙΙβ).
Соответственно в непосредственном подчинении Β΄ корпуса армии находился Β΄ полк полевой артиллерии с 9 батареями орудий Шнайдера-Канэ 75 мм. Каждая дивизия и этого корпуса располагала также 2 дивизионами горной артиллерии с орудиями Шнайдера-Данглиса 75 мм. В общей сложности корпус располагал 6 дивизионами горной артиллерии (ΙΙΙα-ΙΙΙβ-ΙVα-ΙVβ-ΧΙVα и ΧIVβ).
Кроме вышеозначенных корпусов армии отдельная (независимая) Дивизия Янин (ΙΧ пехотная дивизия), которая располагала дивизионами горной артиллерии ΙΧα и ΙXβ.
В том что касается числа стволов артиллерии которыми располагала каждая дивизия, в сентябре 1918 года Дивизия Серр располагала 16 стволами, Дивизия Крита — 16, Дивизия Архипелага — 28, Ι дивизия — 23, ΙΙ дивизия — 17, ΙΙΙ дивизия — 16, ΙV дивизия — 22, Отдельная (ΙΧ) Дивизия Янин — 28, ΧΙΙΙ дивизия — 17, ΧΙV дивизия — 16.
Кроме этого, формирования Армии располагали 72 орудиями, в то время как вне дивизий Корпус Армии Национальной Обороны (ΣΣΕΑ) и корпус армии Α΄ располагали по 33 орудия каждый.
В общей сложности в 1918 году, и с завершением мобилизации, греческая армия располагала 337 орудиями Шнайдера-Данглиса 75 мм для дивизионов горной артиллерии и Шнайдера-Канэ 75 мм для дивизионов полевой артиллерии. Полк тяжёлой артиллерии располагал тяжёлыми орудиями 120 мм типа Де Банж.

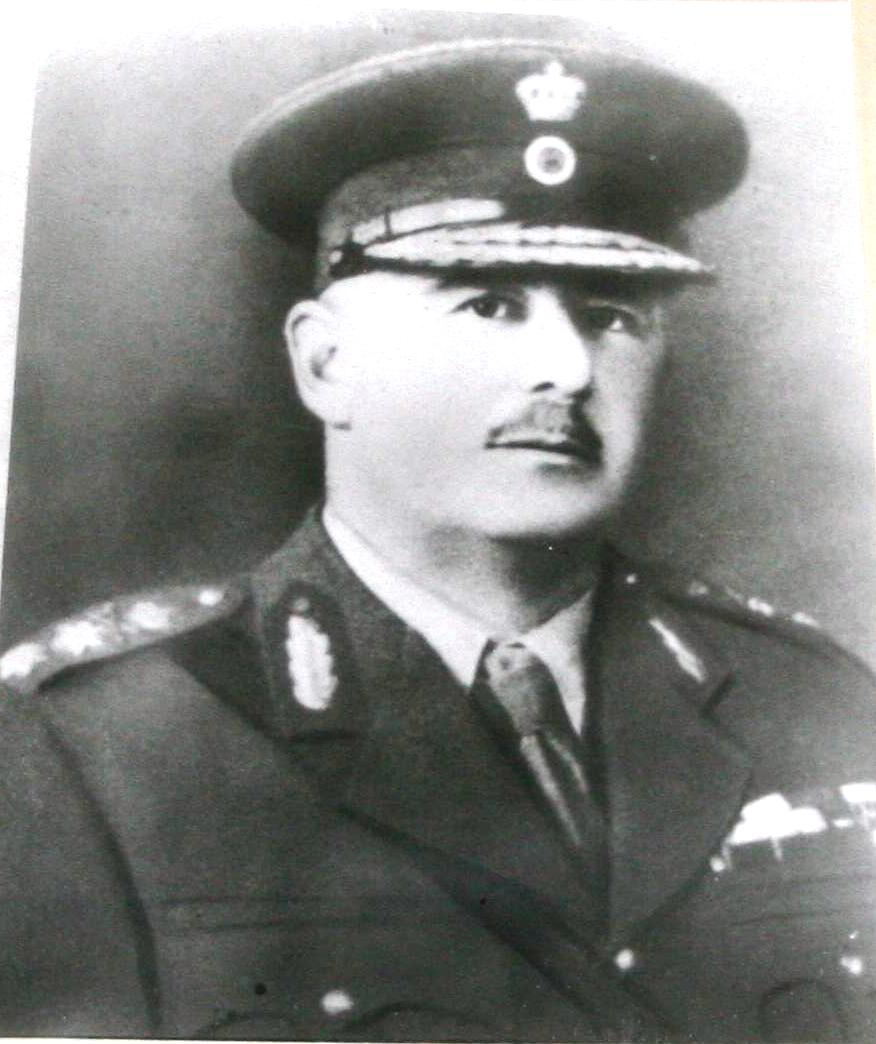
Маркос Дракос в звании генерала в 1934 году

Полк полевой артиллерии Национальной обороны был подчинён Дивизии Архипелага, в то время как Α΄ полк артиллерии был предоставлен армейскому корпусу Α΄ на фронте реки Стримонас. Отдельный дивизион полевой артиллерии следовал за ΙΧ дивизией.
Из полков тяжёлой артиллерии, Ι и ΙΙ дивизионы и Ι дивизион мортир (миномётов) образовывали группу тяжёлой артиллерии, под командованием полковника Маркоса Дракоса, которая была передана 1-й группе дивизий. ΙΙ дивизион тяжёлых орудий и ΙΙ дивизион мортир были переданы на фронт реки Стримонас в распоряжение армейского корпуса Α΄. ΙΙΙ дивизион гаубиц был передан в распоряжении ΧΙΙ британского корпуса армии в секторе Дойрана.

### Значительные бои с участием греческой артиллерии
Основными боями на Македонском фронте с участием греческой артиллерии стали бои: при Равине (14 (27) мая 1917 года), при Скра (27 мая (9 июня) 1918 года), у реки Стримонас (с 18 по 28 сентября и с 1 по 11 октября 1918 года), при Дойране (5 и 19/9 1918) при Керкини (25 сентября и 9 октября 1918 года), при Джена (21 сентября и 4 октября 1918 года), при Голо Билу (16 сентября 1918 года), при Зборску (17 сентября 1918 года), при Преслап (17 сентября 1918 года) и Эригона (с 16 по 22 сентября 1918 года).
Самым значительным из них было Сражение при Скра-ди-Леген 30 мая 1918 года.

### Сражение при Скра-ди-Леген
Весной 1918 года, в рамках генерального плана союзников и с целью блокировать (отвлечь) как можно больше сил противника на Македонском фронте, было принято решение предпринять ряд широкомасштабных наступлений. Зону операций 1-й группы дивизий, конкретно западный сектор, занимал армейский корпус Национальной обороны (ΣΣΕΑ), с дивизиями Крита и Архипелага на передовой.
Объективной целью главнокомандующего А. Гийома было занятие горного массива Скра-ди-Леген, который являлся выступом болгарского фронта. Это была укреплённая фортификациями позиция, снабжённая большим числом пулемётов и миномётов, которая доминировала над линией греческих частей, расположенных на малом расстоянии от этой трудной для занятия позиции. Главнокомандующий хотел улучшить линию фронта в секторе где располагались греческие части и использовать возможный греческий успех для последующих более широких наступательных операций.
Дивизия Крита была развёрнута на восточном (правом) фланге сектора, Дивизия Архипелага на западном (левом) фланге. Дивизия Серр первоначально находилась на второй линии фронта, но 18 апреля была развёрнута слева от Дивизии Архипелага, принявшей сектор от Круп-ди-Бержери до Бистрицы, где начинался левый фланг Корпуса Армии Национальной обороны.
Согласно приказам 1-й группы дивизий, наступление Корпуса Армии Национальной обороны в общих чертах включало в себя основную атаку в центре расположения предпринятую Дивизией Архипелага (5-й и 6-й полки Архипелага и 1-й полк Серр) и вспомогательную (второстепенную) атаку Дивизии Крита (7-й полк и Ι батальон 8-го полка). Кроме того были предприняты незначительные атаки Дивизии Серр (2-й и 3-й полки Серр) после атаки ΙΙ батальона 2-го полка против Block Rocheux. Эти греческие силы поддерживались 1 полком полевой артиллерии с 3 дивизионами по 3 батареи 75 мм полевых орудий Шнайдера — Канэ. Кроме этого каждая дивизия располагала 2 дивизионами горной артиллерии с 75 мм орудиями Шнайдера — Данглиса.
Главнокомандующий Гийома усилил 1-ю группу дивизий 3 дивизионами лёгкой артиллерии, 5 батареями тяжёлой 1 батарей окопной артиллерии.
В общей сложности наступление Дивизии Архипелага должны были поддержать следующие артиллерийские силы: горных орудий 44 (24 французских, 20 греческих), полевых орудий 48 (французские), тяжёлых орудий разных калибров 36 (34 французских и 2 английских), 10 окопных орудий (2 французских 240 мм, 6 французских и 2 греческих 58 мм). В общей сложности 138 орудий.
Кроме этого для наступления были предоставлены 9 греческих 120 мм длинноствольных орудий, 20 французских 200 мм длинноствольных орудий, 4 французских 105 мм длинноствольных орудий, 32 французских 155 мм длинноствольных орудий. В общей сложности 65 длинноствольных орудий. Общее число стволов всех типов и калибров — 203.
Артподготовка союзных сил началась в секторе 22й французской дивизии за два дня до наступления и в секторе дивизий Крита и Архипелага накануне. 15 апреля приказом главнокомандующего, артиллерия предоставленная 1-й группе дивизий была увеличена в 4 дивизиона лёгкой артиллерии, 12 батарей тяжёлой артиллерии и 2 батареи окопной артиллерии. Было принято решение начать операцию во второй половине мая.

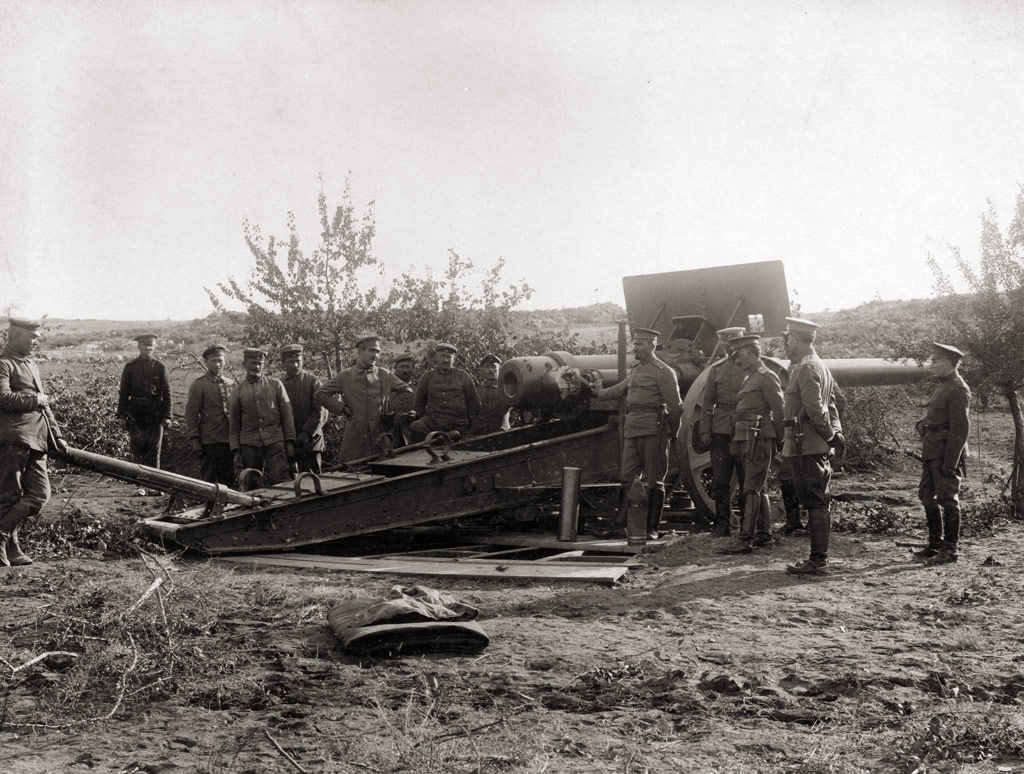
Немцы и болгары у немецкого дальнобойного орудия Д-40 (15cm SKL/40 iRl) на Салоникском фронте

В секторе наступления германо-болгарские силы были представлены в основном 5-й болгарской дивизией, которая являлась правым флангом 1-й болгарской армии.
25 мая союзная авиация обнаружила новые позиции вражеских батарей в регионе Хумас. Так в этом регионе общее число полевых и горных батарей германо-болгар достигло 20 (88 орудий). Если принять во внимание и 13 батарей обнаруженных в секторе Гуринчет и Гевгелия, то есть 40 полевых и горных орудий, 8 тяжёлых и 4 зенитных, общее число располагаемых 5-й болгарской дивизией орудий достигало 140.
Накануне наступления, 29 мая 1918 года, была запланирована артподготовка в секторе корпуса Армии национальной обороны, в особенности в секторе Дивизии Архипелага, которая началась в 05:10 всей располагаемой артиллерией. В 10:00 обстрел болгарских позиций был прерван на 30 минут, чтобы позволить аэропланам снять фотографии, для оценки результативности артиллерийского огня. В 10:30 обстрел болгарских позиций начался вновь и продолжился до 16:00, когда был вновь прерван для воздушного фотографирования и оценки результативности стрельбы. Недостаточно поражённые цели были вновь обстреляны. Их разрушение было сочтено завершённым в 19:30.
Болгарская артиллерия отвечала редкими залпами против передовой и союзных батарей развёрнутых на пункте «O» и в Купа, но союзная артиллерия заставила её замолкнуть в 08:30. В 16:05, когда союзная артиллерия прервала свой обстрел на полчаса, германо-болгарская артиллерия открыла заградительный огонь на 6-8 минут и вновь замолчала. Наблюдатели союзной артиллерии подтвердили достижения брешей в заграждениях колючей проволоки уже в полдень.
В 04:30 30 мая вся союзная артиллерия открыла огонь. Тяжёлая артиллерия вела огонь против линии Тумулуш — Питон — Волан. В 04:45 полевые и горные батареи открыли заградительный огонь 8 залпами в минуту. Артиллерия продолжала поддерживать наступление греческой пехоты на всём протяжении её атаки как в секторе Дивизии Архипелага, так и в секторах Дивизий Серр и Крита.
Слава победы при Скра-ди-Леген осталась за греческой пехотой, однако военные аналитики отмечают, что без участия греческой и союзной артиллерии она не была бы достигнута. Лишь в одном случае были отмечены потери от огня своей артиллерии в секторе 1-го полка Серр. Успеху греческой пехоты способствовали как дождь и лёгкий туман в ходе её атаки, так и разрушение наблюдательных пунктов врага в ходе артподготовки союзной артиллерии. Кроме того, лишь немногие батареи неприятеля уцелели после разрушительного огня союзной артиллерии.

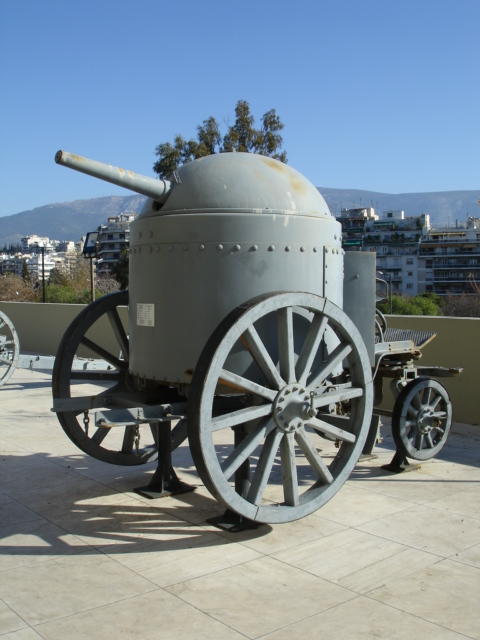
Трофейная пушечная броневая каретка Шумана 57 мм болгарской армии, Военный музей, Афины

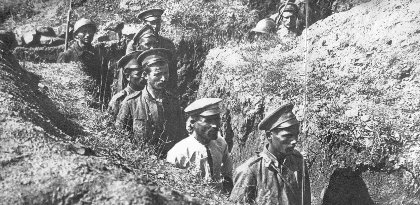
Болгарские военнопленные после взятия Скра-ди-Леген

Кроме большого числа пленных (1835 человек, из них 35 офицеров), греческие части захватили 32 орудия и 12 окопных мортир болгар.
Успех греческой армии был впечатляющим и для союзников, которые считали болгарские позиции на Скра неприступными, учитывая то, что годом раньше, в марте 1917 года, 112-я французская дивизия не сумела занять их.
Сражение при Скра-ди- Леген получило большой резонанс в Греции. Греки на время забыли о своих политических страстях Национального раскола и вспомнили о славных днях недавних победоносных Балканских войн. Моральный дух греческой армии вновь стал высоким, её боеспособность и мужество были отмечены мировым общественным мнением и, в особенности, союзным командованием. Греческим военным льстило заявление командующего Гийома, который охарактеризовал греческую пехоту «пехотой непревзойдённого мужества и исключительного (блистательного) порыва». Но самое основное, греческая победа показала что боевой дух болгарской армии сломлен, что ускорило наступление союзников на Македонском фронте в сентябре 1918 года.

## Украинский поход
27 октября 1918 года премьер-министр Франции Ж. Клемансо информировал командующего Македонским фронтом французского генерала Франше д’Эспере о намерениях Антанты произвести интервенцию на юге России, с целью, согласно его заявления: «Продолжить там борьбу против Центральных держав, но и осуществить экономическую блокаду большевизма, чтобы вызвать его падение».
Генерал д’Эспере указал на ограниченное число войск, которыми он располагал для такой операции и на усталость армии после 4 лет войны, предупреждая об опасности печальных последствий.
Таким образом, в то время как через 3 дня, 31 октября было подписано Мудросское перемирие, а 11 ноября — Компьенское перемирие, которое по сути означало завершение мировой войны, 18 декабря, в Одессе высадилась 156-я французская дивизия.
Ж. Клемансо обратился к премьер-министру союзной Греции с просьбой поддержать экспедицию. Э. Венизелос ответил положительно, предложив целый корпус немногочисленной греческой армии, в составе 3-х дивизий, то есть силы, превышающие французские. Предложение Венизелоса было сделано в обмен на поддержку территориальных претензий Греции в Восточной Фракии и Малой Азии на территории, сохранявшие своё коренное греческое население:266:362. После такой щедрости греческого премьера, Клемансо приняло этот жест с благодарностью, предоставив «обещания» о поддержке греческих территориальных претензий:362.
Историк Д. Фотиадис пишет, что численность двух греческих дивизий, отправленных в Россию, достигла 23 350 человек. Командовал экспедиционным корпусом генерал К. Нидер. В рядах корпуса были уже известные и ставшие известными в будущем офицеры Н. Пластирас, Г. Кондилис, А. Отонеос, Н. Григориадис, К. Манетас:Α-168, Я. Негрепонтис и С. Сарафис:362.
Отправка греческого корпуса была произведена в спешке. Так, отправка войск из Салоник производилась поэтапно, в основном на французских транспортах и без тяжёлого вооружения, доставленного позже.
Экспедиционный корпус не имел централизованного греческого командования. По прибытии греческих частей они переходили под командование местных французских командиров и рассеивались на более мелкие соединения, батальоны и роты без связи между собой.
Однако и у французов не было какого-либо конкретного плана операций.
20 января 1919 года в Одессе высадились первые части ΙΙ греческой дивизии — 34-й и 7-й пехотные полки. 2-й полк ΧΙΙΙ дивизии высадился 24 марта в Севастополе. Через несколько дней высадились и остальные части. Однако из трёх запланированных для участия в экспедиции дивизий в конечном итоге в походе приняли участие только две, ΙΙ и ΧΙΙΙ дивизии.
Ι дивизия «не доехала» до России. Через несколько месяцев Греция была вовлечена Антантой в более масштабный Малоазийский поход, переросший в полномасштабную войну. Ι дивизия стала первым соединением, высадившимся 15 мая 1919 года в Смирне:А-178.

### Греческая артиллерия в Украинском походе
Участие греческой артиллерии в Украинском походе было ограниченным. Артиллерия была представлена двумя дивизионами горных орудий, личный состав которых насчитывал 19 офицеров и 599 рядовых.
Дивизион ΙΙα (командир майор Константин Мамурис) был представлен 1-й (командир лейтенант Плутарх Халофтис) и 2-й (командир лейтенант Константин Василакис) батареями.
Дивизион ΙΙβ (командир майор Константин Маталас) был представлен 1-й (командир лейтенант Димитрис Капетано́пулос) и 2-й (командир капитан Димитрис Анастасакос) батареями.
Основными боями греческих частей в поддержку Белой армии и французских войск были: оборона Херсона 7 (20) марта 1919 год, под Берёзовкой 18 (31) марта 1919 год, под Сербкой с 22 по 31 марта, под Одессой с 21 по 24 марта, под Севастополем 16 (29) апреля 1919 года.
С 19 марта греческие части сформировали фронт прикрытия Одессы в районе Сербки. Этот фронт стал усиливаться прибытием французских и русских частей.
26 марта фронт продвинулся на правом фланге до Капитанской, усиленный бригадой Белой армии, русской батареей тяжёлой артиллерии 120-мм и приданными двумя батальонами эвзонов. Дополнительно этим силам были приданы французский артиллерийский эскадрон 75-мм и 2 кавалерийских эскадрона (один французский и один румынский). Общее командование фронтом принял генерал Нерел, командир 30-й французской дивизии.
Непрекращающиеся артобстрелы бронепоездов вынудили левый фланг обороняющихся отойти к Большому Буялыку. Эти позиции заняли красноармейцы.
Командир 3-го греческого полка, подполковник Кондилис, предпринял контратаку и вновь занял все позиции, оставленные у станции Сербка. Красная Армия, наращивая свои силы, предприняла попытку окружения обороняющихся.
На 1 апреля экспедиционные силы и их союзники были расположены следующим образом:
 — 2 греческих батальона 5/42 гвардейского полка эвзонов (полковник Пластирас) севернее железнодорожной станции Буялык.
 — 1-й греческий батальон 3-го полка на высотах восточнее села Буялык.
 — 2-й греческий батальон 3-го полка, в резерве, на станции Буялык.
 — 3-й греческий батальон 3-го полка, в резерве на станции Риендза.
 — Подразделение греческой горной артиллерии, с приданной ему французской батареей, за расположением двух батальонов эвзонов.
 — 1 греческий батальон 34-го полка, в Кремидовке, в распоряжении генерала Нерела, обеспечивая его штаб.
 — 3-й греческий батальон 5/42 полка эвзонов, в районе Павлинки, как прикрытие и резерв.
 — Русская бригада с остальными французскими силами на линии Капитанка-Александровская, восточнее Буялыка.
2 апреля Красная армия предприняла мощное наступление на линию обороны Капитанская-Александровская, вынудив к отступлению расположенную там бригаду Белой армии. Одновременно части Красной армии при поддержке броневиков предприняли наступление на позиции греческих частей. Это наступление было отбито. Однако после отступления русской бригады и вырисовывавшейся вероятности окружения генерал Нерел приказал всеобщее отступление с отходом на линию Кубанка-Малый Буялык. При отступлении греческий батальон, располагавшийся в Павлинке, был окружён, но прорвался с боем. Части Белой армии заняли позиции у Кремидово и Григорьевки на побережье.
5 апреля Красная армия предприняла новое наступление, которое с успехом отразил 3-й полк полковника Кондилиса. Напротив, части Белой армии стали беспорядочно отступать к Одессе, теряя контакт с союзниками. Это повлекло за собой отступление и других частей, что вынудило генерала Нерела дать вновь приказ о всеобщем отступлении, с тем чтобы закрепиться на последнем перед Одессой плацдарме обороны, который подготовил 7-й греческий полк после своей переброски с фронта Николаева.
В конечном итоге отступление не было прервано, и на последнем плацдарме оборона не состоялась. Был отдан приказ приступить к эвакуации из Одессы.
А. В. Мишина связывает оставление Одессы не столько с военными успехами атамана Григорьева, сколько с падением кабинета Клемансо 3 апреля и отказом Палаты депутатов продолжать финансирование интервенции. В этой обстановке генерал Нерел дал приказ всем силам под его командованием отойти на правый берег Днестра, чтобы обеспечить оборону Бессарабии вместе с румынскими и польскими силами. Красная армия прекратила своё наступление на Днестре.

### Последствия
Греческие историки в целом негативно оценивают решение Венизелоса принять участие в интервенции против Советской России. Кроме безрезультатного исхода, участие греческой армии в этой интервенции имело негативные последствия для эллинизма юга России, в частности для «Греческой Одессы». В «Энциклопедии греческой нации» по этому поводу пишется: 

«Этот поход дорого обошёлся греческим общинам юга России, которые стали рассматриваться новым советским режимом общинами сомнительной благонадёжности и многие члены которых были вынуждены покинуть страну и искать убежище в Греции»

:А-168.
Поход также имел далеко идущие геополитические последствия. Исходя из идеологических соображений и из политики направленной против Антанты, советское правительство стало оказывать поддержку зарождающемуся кемалистскому движению, прерывая многовековую традицию русско-греческого сотрудничества и братства по оружию, направленных против осман.